# 國立臺灣大學歷史學系
國立臺灣大學文學院歷史學系，簡稱國立臺灣大學歷史學系、臺大歷史系，為國立臺灣大學文學院學術單位之一。其前身係「臺北帝國大學文政學部史學科」，至1945年國民政府接管臺灣，臺北帝國大學改制為國立臺灣大學，史學科遂改易為歷史學系，為今日臺灣歷史學界之學術研究重鎮。其位置主要於校總區文學院（M5）二樓東側。

## 沿革
臺大歷史設立分為二個階段。第一階段起自日治時期，1928年臺北帝國大學創建文政學部史學科，依日本的大學體制，設有「國史學」（即日本史）、「東洋史學」、「南洋史學」、「西洋史學‧史學、地理學」及「土俗人種學」五個講座。第二階段為1945年至今，初期曾留用部分日籍教師，如國分直一任史學系副教授、立石鐵臣任史學系講師，:251947年聘任自日本學成歸臺的本地學者楊雲萍擔任教授，是年，臺大文學院將前帝大時期五個講座改組為「中國史學」、「西洋史學」、「南洋史學」、「日本史學」、「民族學」及「社會學」六個研究室。:26
因台灣人接受高等教育而能夠進入大學從事教育與研究的人才極為缺乏，另方面，即使有來自中國大陸的學者，水準也參差不齊。1949年，中央研究院歷史語言研究所所長傅斯年被任命為國立臺灣大學校長，聘任當時因戰亂避走台灣的中國大陸學者。:97-98，加強該系師資。
以傅斯年為當代史學研究中堅「史料學派」之領航者，奠基該系在史學研究上的特色。在「史料學派」的學風下，該系也發展出其他面向的研究風氣與史學思潮。如沈剛伯的史學研究，從整體文化的角度來瞭解、研究和詮釋歷史，重視史學與世變之關係，為該系的史學研究另開格局。1960年代以後，歐美學界以社會科學方法治史之新潮，該系領風氣之先。在許倬雲的領導下，系統性的引入心理學、文化人類學和社會學等社會科學的教學。在研究上也強調史學不僅要「敘述」且要「解釋」，歷史研究者在「考史」之外，也需要「著史」。
該系在國立臺灣大學，作為一個獨立單位而進行教學研究之外，同時承擔全校共同課程中的歷史領域。過去稱為「中國通史」、「中國現代史」、「歷史」，目前稱「通識課程」，範圍不限於中國史，由教師依其專業開設多元的歷史課程。且自傅斯年以來，該系所有教師無分職級、資歷皆須承擔共同課程。

## 二戰後的發展

### 戰後至1970年
1945年日本戰敗，中華民國教育部長羅宗洛來台接收台北帝國大學。1949年1月中央研究院歷史語言研究所所長傅斯年被任命為國立台灣大學校長，他也是近代中國近代學院歷史學的創建者之一，對台大歷史系的整備與擴充具有紀念性業績。當時中國較有名望的歷史學者也紛紛來到台灣，對當時日籍學者離開的台大歷史系來說，有如及時雨。台大歷史系也從日本時代日本學者一轉為中國學者的狀況，但這些中國學者因學問關心不同，也完全無法繼承台北帝國大學累積的圖書與研究成果，並抱著中國民族主義的心態，因此時台灣大學在學問上完全與帝國大學斷絕，成為一個以教學（民族主義與反共意識形態為內容）為中心的大學，要到1970年代前後，接受戰後完整學術課程訓練的新世出現後，才有新的研究能量。

### 1947年課程

#### 必修科目（62學分）
中國近世史、中國斷代史、西洋近世史、西洋斷代史、亞洲諸國史、西洋國別史、中國史學史、中國地理總論、中國沿革地理、史學方法、史學通論、專門史、畢業論文或研究報告。

#### 選修科目（30學分以上）
中國古代史研究、民俗學、考古學、傳記學、人類學、歷史學科教材與教法、社會心理學、中國史學名著選讀、西洋史學名著選讀、國語或日文。

### 發展特色

#### 教學導向
這些中國學者大都有相當家世，並於20世紀初期留學歐美，歸國後成為成立階段的大學教師，或在1920年成立的中國大學歷史系接受教育。來台後，大多致力於教學而少見學術研究成果（勞榦、姚從吾、方豪例外），處於「述而不作」狀態。原本傅斯年校長理想是像柏林大學那種研究型大學，設置從事專門學術研究之講座，但來台後認為台灣大學不適宜採取講座制，而改採教學導向的美國式學科制。因此，戰後來台的歷史學者難以維持戰前台北帝國大學之研究水準。:102-103

#### 中國近代學院史學的移植
北京大学於1917年成立史學系，但教員多為反對當時新文學路線的文科教員。1920年，朱希祖擔任史學系主任，加入西洋史課程，才有了近代大學歷史系的形貌。這個1920年代成立的北大歷史系，成為以後中國近代學院歷史學的雛型。1928年中央研究院歷史語言研究所成立，以留德的傅斯年為所長，從研究體制上確立近代實證的歷史學。若以1920年代作為中國近代學院歷史學為起點，大概離日本晚了40年。而戰後來台灣的中國大陸學者，恰好是1920年代近代學院歷史開始之初的師生們。他們回國後將西洋近代歷史學引進中國及教授中外歷史。但自1930年代中期至1949年國府撤退來台，中國近代大學也歷經約20年的不安定。:103-105

### 教師陣容
1950年台灣大學歷史系教師一覽表:99-102：
| 職級   | 姓名   | 性別 | 原籍 | 學歷                                           | 主要經歷                                                                         | 就任年月   |
| ------ | ------ | ---- | ---- | ---------------------------------------------- | -------------------------------------------------------------------------------- | ---------- |
| 教授   | 夏德儀 | 男   | 陸   | 北京大學史學系                                 | 中法大学文史系講師、白沙國立女子師範大學國文系副教授                             | 1946年8月  |
| 教授   | 楊雲萍 | 男   | 臺   | 日本文化學院文學部畢業                         | 《民報》、《台灣文化》編輯                                                       | 1947年8月  |
| 教授   | 徐子明 | 男   | 陸   | 德國海德堡大学哲學博士                         | 复旦大学、北京大學教授                                                           | 1948年8月  |
| 教授   | 李宗侗 | 男   | 陸   | 法國巴黎大学畢業                               | 北京大學教授、故宮博物院秘書長                                                   | 1948年8月  |
| 教授   | 沈剛伯 | 男   | 陸   | 英國倫敦大學                                   | 武汉大学、中山大学、陸央大學、金陵大学教授                                       | 1948年8月  |
| 教授   | 余又蓀 | 男   | 陸   | 北京大學哲學系畢、東京帝國大學文學部大學院研究 | 四川大学、重庆大学教授                                                           | 1949年1月  |
| 教授   | 勞榦   | 男   | 陸   | 北京大學歷史系                                 | 北京大學、中央大學教授                                                           | 1949年2月  |
| 教授   | 張貴永 | 男   | 陸   | 清華大學歷史系、德國柏林大學哲學博士           | 陸央大學、南开大学教授                                                           | 1949年2月  |
| 教授   | 姚從吾 | 男   | 陸   | 北京大學史學系畢業、德國柏林大學研究           | 北京大學史學系教授及主任、西南聯大歷史系教授、河南大学校長、故宮博物院文獻館館長 | 1949年2月  |
| 教授   | 方豪   | 男   | 陸   | 寧波聖保祿神哲學院畢業                         | 浙江大学、北平輔仁大學、復旦大學教授                                             | 1949年2月  |
| 教授   | 劉崇鋐 | 男   | 陸   | 美國哈佛大学碩士                               | 南開大學、清華大學教授                                                           | 1950年1月  |
| 副教授 | 陳荊和 | 男   | 臺   | 日本慶應大學畢業                               | 台北帝國大學助教                                                                 | 1950年8月  |
| 助教   | 張美惠 | 女   | 臺   | 台灣大學史學系畢業                             |                                                                                  | 1947年8月  |
| 助教   | 徐先堯 | 男   | 臺   | 日本東北帝國大學史學科畢                       | 日本東北帝國大學助教、建國中學教師                                               | 1947年10月 |
| 助教   | 李守孔 | 男   | 陸   | 河南大學歷史系畢                               |                                                                                  | 1948年2月  |
| 助教   | 傅樂成 | 男   | 陸   | 西南聯大歷史系畢業                             | 陸央圖書館、弘光中學教師、河南大學助教                                           | 1949年2月  |
| 助教   | 王萍   | 女   | 陸   | 台灣大學史學系畢                               |                                                                                  | 1950年8月  |

### 相關人物

#### 沈剛伯（1896年ー1977年）
對中國歷史教育強烈主張「我們深知神州之沉淪實由邪說『為厲之階』，因謀建立一新而正當的史學以端正人心而正風俗，乃決定講求『史義』以根絕一切史演之學，並培養『史識』以補考據之不足」。沈剛伯舉出所謂撥亂反正的「史義」，包括：嚴夷夏之防、明人倫之敦、辨王霸之道、通古今之變及究天人之際。沈剛伯講求史義之外，還須培養「史識」。沈剛伯對台北帝大時期因研究目的而致力的各種外文貴種書籍，完全不予措意。他認為：「在台灣學歷史，卻有一件極大的困難，就是缺乏書籍。在異族統治過五十年的地方，故國的圖籍當然流行甚少。光復不久，大陸極亂，舊書的來源頓絕。現在要在台北買三、五部《資治通鑑》，都非易事」。沈剛伯認為理工科學生必須認識中國文化，並開列了一份書單，包含：《论语》、《孟子》、《大學》、《中庸》、《诗经》、《左传》、《周禮》、《老子》、《荀子》、《韩非子》、《通鑑》及《宋》、《元》、《明紀事本末》。沈剛伯即使留學英國，並大學歷史系講授英國史、西洋古代史，但他著重的是中國傳統書籍。:105-106

#### 方豪（1910年ー1980年）
浙江杭县人，是自學出身的學者。12歲時進入天主教修道院，走神職的人生道路，1935年晉升司鐸（神父）。在修道院期間，方豪對中國文史產生濃厚興趣，私下蒐集學術刊物、閱讀名家論文、揣摩歷史研究方向，並寫信向學者請益。晉升神父後，結識南派重要人物、亦是浙江同鄉的張其昀及陳訓慈，之後開始發表論文。1941年方豪正式進入學術界，到貴州遵義的浙江大學史地系任教，浙江大學是南派大本營，他很受張蔭麟影響，並在復旦、輔大任教。1948年底方豪獲胡適推薦來台大任教，1949年就任，著述極多。其領域為中西交通史、宋史、臺灣史，早期以中西交通史，晚期以台灣史為主。方豪深受南派領袖人物援引，治學完全遵循主流，典型的史料考證派。

#### 陳荊和（1917年ー1995年）
台中龍井人，父親是台中著名婦科醫生陳茂堤，戰後曾任臺灣省參議會參議員。陳荊和幼年時，父親到慶應義塾大學醫學部從事研究工作，陳荊和在日本接受小學、中學教育，1936年進入慶應義塾大學預科部，師事松本信廣，當時慶應義塾大學為研究越南史重鎮，為陳荊和打下越南史研究基礎。陳荊和從文學部史學科畢業後，在慶應義塾大學語學研究所擔任助手，後來成為日本、法屬印度支那的交換學生，前往河內的法國遠東學院研究東南亞史，尤其是越南史。
1946年陳荊和返台，12月以講師受聘國立台灣大學，1948年9月兼任省立師範學校講師，開設「亞洲諸國史」、「南洋史學名著選讀」、「東南亞洲史」、「安南史研究」、「東南亞洲史專題研究」、「南洋華僑史」、「華僑史研究」，被稱為「最具日本史學實質傳承內涵的學者」。但1960年8月陳荊和辭職，前往順化大學漢學院任教，日後成為越南研究國際級學者。:64-66

#### 楊雲萍（1906年ー2000年）
楊雲萍出身士林世家，父親是醫生，家境優渥，舊、新學具佳。1921年考上台北一中，1925年創刊台灣白話文學雜誌《人人》；1926年進入日本大學，而後入大學院。1933年返台，投入南明史、台灣史、台灣民俗研究領域。日治時期，楊雲萍沉潛鄉土研究，並在《臺灣日日新報》撰文呼籲台北帝大非得研究台灣不可。
戰後楊雲萍先在報界針砭時局，呼籲奪還語言、修纂台灣史；並擔任臺灣省編譯館的編纂兼台灣研究組主任。二二八事件後，編譯館關閉，進入台大歷史系任教，開設「南明史」、「臺灣史」、「台灣史日文名著選讀」等課，並指導研究台灣史博碩士完成論文。楊雲萍是戰後第一個在大學院校開設台灣史課程的人，上呈連雅堂、林獻堂之史學，下開解嚴後台灣史研究風氣。其重要著作為《台灣史上的人物》、《南明研究與台灣文化》。:1

## 歷任系主任
- 涂序瑄（1947年—1948年）
- 沈刚伯（1948年—1950年）
- 劉崇鋐（1950年—1955年）
- 李宗侗（1955年—1963年）
- 余又蓀（1963年—1965年）
- 許倬雲（1965年—1967年）
- 陳捷先（1967年—1972年）
- 李邁先（1972年—1975年）
- 孫同勛（1975年—1980年）
- 王曾才（1980年—1983年）
- 蔣孝瑀（1983年—1985年）
- 徐泓（1985年—1991年）
- 張秀蓉（1991年—1994年）
- 古偉瀛（1994年—1997年）
- 李東華（1997年—1999年）
- 高明士（1999年—2002年）
- 胡平生（2002年—2005年）
- 吳展良（2005年—2008年）
- 甘懷真（2008年—2014年）
- 楊肅献（2014年—2020年）
- 李文良（2020年—2023年）
- 陳慧宏（2023年—）

## 外部連結
- 國立臺灣大學歷史學系（页面存档备份，存于）（繁體中文）